# Jurgen Gilsing
Jurgen Gilsing (Netterden, 14 maart 1971) is een voormalig Nederlands professioneel wielrenner. Hij reed een jaar voor de Nederlandse wielerploeg Foreldorado - Golff. In dit jaar behaalde hij twee overwinningen.

## Belangrijkste resultaten
1991
- 3e in Drielandenomloop

1994
- 2e in 8e etappe Ronde van België, Amateurs
- 2e in 9e etappe Ronde van België, Amateurs
- 3e in 5e etappe Tour de la Région Wallonne

1995
- 2e in 8e etappe Teleflex Tour
- 3e in Eindklassement Circuit de Lorraine

1996
- 1e in 4e etappe Quatre Jours de L'Aisne
- 1e in Eindklassement Quatre Jours de L'Aisne